# Геймърски компютър
Геймърски компютър (наричан още като „Gaming PC“) е персонален настолен компютър, проектиран за игра на тежки видео игри. Геймърските компютри са много подобни на нормалните настолни компютри с тази разлика, че имат по-високопроизводителни компоненти като процесор (CPU) и една или повече видео карти. Геймърските компютри често са свързвани с компютри за ентусиасти поради припокриване на интересите. Обаче докато един геймърски компютър е направен за постигане на по-висока производителност при играене на игри, то ентусиасти за компютрите са изградени, за да максимизират производителността, използвайки игрите като ориентир. Различията между двата типа компютри води до големи разлики в цените на системите. Геймърските компютри се класифицират на нисък, среден и висок клас, докато компютрите за ентусиасти са единствено висок клас. Противно на общоприетото схващане, че геймърският компютър е неразривно свързан със скъпи ентусиаст PC-та, производителите на видео карти печелят по-голямата част от приходите си от геймърските компютри от нисък и среден клас.
Заради голямото разнообразие от компоненти, които могат да се използват при сглобяването на компютър за играене на видео игри, геймърските компютри обикновено са по поръчка, индивидуално сглобени, вместо , дали от геймърски хардуер и видео карти зависи дали са за ентусиасти или от компаниите, които специализират в произвеждане на по поръчка геймърски системи. За да привлекат по-голям интерес, производителите на геймърски компютри, които продават цели компютърни системи, често произвеждат бутикови модели, което им позволява да се конкурират освен за хардуера и за естетичния вид на компютрите.

## Персонализирано сглобени геймърски компютри
В наши дни става все по-популярно геймърите да сглобяват свои собствени компютри за играене на игри. По този начин те имат по-голям контрол върху бюджета си и системите могат по-лесно да се подобряват с времето. По-възможно е да се максимизира производителността, когато се сглобява геймърска машина. Няколко са основните компоненти, които трябва да се вземат под внимание, когато се сглобява подобна геймърска система, тук се включват процесор, памет, дънна платка, видео карти, SSD диск, захранване и кутия за компютър. Нужно е също така да се помисли и за охлаждане на компонентите, за да се премахне отделяната топлина при работата им. Честа практика за геймърите, които не искат да сглобяват компютрите си, е да поръчват вече асемблирани и сглобени геймърски компютри, от определена фирма или от приятел, който иска да помогне.
За сглобяването на индивидуален геймърски компютър, сглобяващият се обикновено се допитва до независими показатели, които му помагат да направи правилния избор на хардуер. Фирми като AnandTech и Hardware Guide осигуряват такива показатели и хардуерни ревюта. Показателите включват оценки за компютърни компоненти, които са необходими за сглобяването на геймърски компютър.

### Видео карти
Графичните или видео картите (GPU) са от съществено значение за всеки индивидуално сглобен компютър. В днешно време видео картите се включват в дънната платка посредством Peripheral Component Interconnect Express (PCI Express или PCI-E). Има два основни производителя, когато става въпрос за видео карта за геймърски компютър, AMD и NVIDIA. Последните две компании осигуряват GPU (видеопроцесорно ядро), а други компании като Sapphire, Palit, ASUS, Gigabyte и други произвеждат така наречените графични карти, като добавят към GPU необходимото охлаждане, памет, захранващи компоненти и така нататък. Докато повечето видео карти са с дизайн (без GPU) от фирмата продаваща хардуера и се продават съответно под собствената им марка, то понякога производителите на GPU изпращат тъй наречената карта с референтен дизайн (с печатна платка и охлаждане създадени изцяло от производителя на GPU) за коментари или оценка и за да подпомогнат производителите на видеокарти при стартиране на нов модел. Някои модели, като AMD Radeon R9 290 или Nvidia GTX TITAN, първоначално можеха да се продават само с платка и охлаждане създадени от производителите на видео картите.

### Процесори
Друг главен компонент, който не може да бъде подценен в геймърски компютър е процесорът или CPU (Central Processing Unit). И тук има двама основни производители, AMD и Intel. Според изследвания от 2012 година, Intel Core i7 има предимство в производителността, спрямо конкурентните AMD процесори. Това не е изненада, след като i7 е промотиран като създаден за високия клас персонални компютри. Трябва да се отбележи обаче, че след определена производителност, процесорите често имат ограничено влияние върху действителното представяне на игрите (често по-малко от 5 % в честотата на кадрите). В света на технологиите е важно да следиш актуалните бенчмаркове.

### Дънни платки
Дънните платки са компонент присъстващ във всеки компютър, събиращ целия хардуер заедно. Те управляват входните и изходните връзки. Дънните платки имат различни форм фактори или физически размери. Най-често използваните са ATX, mATX и Mini-ITX. Геймърските компютри най-често използват ATX дънни платки, като техният размер позволява бъдещ ъпгрейд.

### Памет
Паметта е от съществено значение за работата на системата. Добавянето на допълнително памет ще увеличи производителността на системата. Най-често използваният тип памети е DDR3 SDRAM (double data rate type three synchronous dynamic random access memory). Сравнена с по-старата DDR2 SDRAM, DDR3 паметта има по-висока производителност, може да прехвърля данни над два пъти по-бързо и консумацията на енергия е по-ниска. Основните предимства на DDR4, която беше обявена през септември 2014 г., пред нейния предшественик DDR3, включват по-висока плътност на модула и по-ниски изисквания за напрежението, съчетани с по-високи скорости на трансфер на данни.

### Solid-state drives (Полупроводниково дисково устройство)
Solid-state drives (SSD) са вид устройство за съхранение на данни, което набира все повече популярност. Все още традиционният твърд диск (HDD) е най-често използван, но голяма част от геймърите преминават на SSD дискове, заради предимствата, които предоставят в сравнение с HDD дисковете. За разлика от традиционния твърд диск, SSD дискът няма движещи се механични части, т.е. те са по-издръжливи на вибрации и механични смущения (удари, изпускания) и работят по-тихо. SSD-тата също така предлагат по-кратко време за достъп, технологията им позволява да имат почти нулево време за търсене на „сектор“ с информация и много по-добри времена за запис и четене от конвенционалните твърди дискове с въртящи се пластини и магнито-резистивни глави. Това означава, че със SSD, зареждането на операционната система и стартирането на програми отнема по-малко време. Недостатък на SSD дискът е цената на гигабайт спрямо традиционният твърд диск, както и по-малкия капацитет – до 1 Гигабайт.

### Захранване
Въпреки че понякога се пренебрегва, захранващият блок (PSU) все още е важен компонент за разглеждане. Ватовете, които са необходими за да заработи системата зависят от хардуера, затова много често се използват PSU калкулатори, за да се определи нужните ватове. При следващи ъпгрейди към геймърска система вероятно ще се увеличи нужната захранваща мощ, а и с годините захранването губи мощност, т.е. е добра идея да си закупите ново захранване, което има достатъчно захранваща мощ, за да поддържа системата ви няколко години, както и да може да се ползва при бъдещ ъпгрейд на компютърната система. Захранването също така трябва да е и съвместимо с останалите хардуерни елементи.
Има два вида захранване, модулно(MPSU) и немодулно захранване. Немодулните захранвания идват с определен брой кабели, което означава, че неизползваните ще останат несвързани. И двата вида изпълняват едни и същи функции, но по-често модулните захранвания се предпочитат, защото предлагат по-добра възможност за управление на кабелите, нещо което немодулните захранвания нямат.

### Охлаждащи системи
Често за да увеличат производителността на компютрите си, геймърите прибягват до овърклок на процесорите си. Заради овърклокването процесорът започва да отделя повече топлина, поради което се налага използването на по-ефективни охлаждащи системи. Замяната на стандартното въздушно охладане с водна охлаждаща система е по-тихо и по-ефективно решение.

### Компютърна кутия
Изборът на компютърна кутия изисква да се съобразят няколко обстоятелства. На първо място, има огромно разнообразие от размери. По-голямата геймърска кутия ще позволява бъдещи ъпгрейди. Кутията трябва да бъде съвместима с размера на дънната платка – така нареченият форм-фактор. Понеже играенето на игри често зависи от системата, една от най-важните причини при избора на кутия е охлаждането. За да подсигурите хардуера да не прегрее, компютърна кутия осигуряваща добър въздушен поток с качествени вентилатори ще осигури дълго и безпроблемно охлаждане на системата. Други полезни характеристики са контрола на скоростта на вентилатора, филтрите за прах и прозрачните странични панели. Има много различни дизайни на компютърни кутии, така че всеки може да избира спрямо това какво му харесва.

## Преасемблирани геймърски компютри
Докато много „напреднали“ геймъри сглобяват своите геймърски компютри сами, някои избират да си закупят вече сглобен или направен по поръчка компютър. Тези компютри често са по-скъпи, от колкото сам да си сглобиш такъв. Различните специализирани фирми предлагат различна степен на персонализиране, някои почти толкова, колкото да го сглобиш сам. Но има и подводни камъни при сглабянето на компютър. Да асемблираш сам компютъра си означава да носиш персонална отговорност за всеки проблем, който може да се появи, независимо дали по време на асемблирането или след като започне да се използва нормално. Вместо да се използва техническа поддръжка от една фирма, за цялата система, често трябва да се обръщате към различни производители, за отстраняването на възникналите проблеми. Съществуват и специализирани фирми за продажба на компоненти и готови геймърски системи, като предимството за геймърите е, че гаранцията е концентрирана на едно място и поддръжката е много по-адекватна.
Поради многото несъответствия в поддръжката след покупка, предлагана от производителите на компоненти, опитът да се получи помощ при появата на проблем може да се окаже обезсърчаваща задача дори и за най-търпеливите хора. Поддръжката от страна на производителя към клиента е една от основните причини дори и за геймъри ентусиасти да потърсят помощ за интегриране на техните поръчкови конфигурации от специализирани фирми. Да избереш да направиш своя собствена система има много позитивни страни, една от които е липсата на това да бъдеш принуждаван да се съобразяваш със специфични конфигурации. Цената на индивидуалните компоненти много често е по-добра и това може да спести доста пари спрямо закупуването на готова конфигурация. Гаранциите често са включени в цената на всеки хардуерен компонент когато се сглобява компютър докато при готовите системи гаранцията може да изисква допълнителни такси. В повечето от случаите гаранциите на готовите компютри са 1 или 2 години за цялата система, а гаранциите на отделните компоненти могат да надвишават този период. Тези, които избират сами да сглобят своят компютър търсят помощ от онлайн общността или форумите поради отсъствието на поддръжка за клиента от страна на производителя.

## Геймърски лаптопи
Геймърските лаптопи са мобилният еквивалент на геймърските настолни компютри и обикновено са по-скъпи от настолните им двойници. Повечето геймърски лаптопи разполагат с по-енергийно ефективни графични карти спрямо десктоп версиите, които въпреки това все още изтощават батерията и се нуждаят от по-усъвършенствани системи за охлаждане. Геймърските лаптопи в днешно време могат да достигнат впечатляваща производителност при игра, но не могат да се сравняват с настолните геймърски компютри в същия клас, а и при повечето не може да се смени видео картата.
Поради малките пространства, в които трябва да се събере целият хардуер, охлаждането на компонентите е най-големият проблем, който съпътства производството на подобни лаптопи. Опитите да се използват същите хардуерни производителности, както при настолните компютри обикновено води до намаляване на тактовата честота на графичните чипове, за да се намали отделяната топлина, което губи смисъла на инвестицията.
Последните новости в индустрията с геймърски компютри е да се създават настолни компютри с малък форм фактор, които са по-компактни и лесни за транспорт от нормална по големина система.